# 圣让德拉福雷
圣让德拉福雷（法語：Saint-Jean-de-la-Forêt，法語發音：[sɛ̃ ʒɑ̃ də la fɔʁɛ] ⓘ）是法国奥恩省的一个旧市镇，位于该省东南部，属于莫尔塔涅欧佩什区。2016年1月1日，圣让德拉福雷和相邻的另外5个市镇合并为新市镇佩尔什昂诺塞（Perche en Nocé）。

## 地理
圣让德拉福雷（48°22'42"N, 0°38'11"E）面积9.37 平方千米，位于法国诺曼底大区奧恩省，该省份为法国西北部内陆省份，北起顺时针与卡爾瓦多斯省、厄尔省、厄尔-卢瓦省、萨尔特省、马耶讷省和芒什省接壤。
与圣让德拉福雷接壤的市镇（或旧市镇、城区）包括：科洛纳尔-科吕贝尔、圣欧班德格鲁瓦、达姆玛丽、塞里尼。

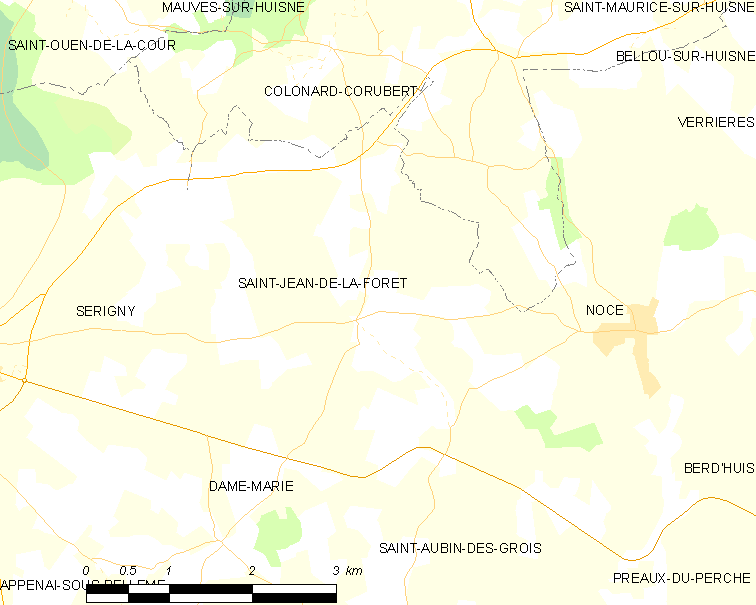
圣让德拉福雷的OSM定位图

圣让德拉福雷的时区为UTC+01:00、UTC+02:00（夏令时）。

## 行政
圣让德拉福雷的邮政编码为61340，INSEE市镇编码为61409。

## 政治
圣让德拉福雷所属的省级选区为布勒通塞勒县。

## 人口

1962-2008年间圣让德拉福雷人口变化图示

圣让德拉福雷于2018年1月1日时的人口数量为159人。